# Plecing kangkung

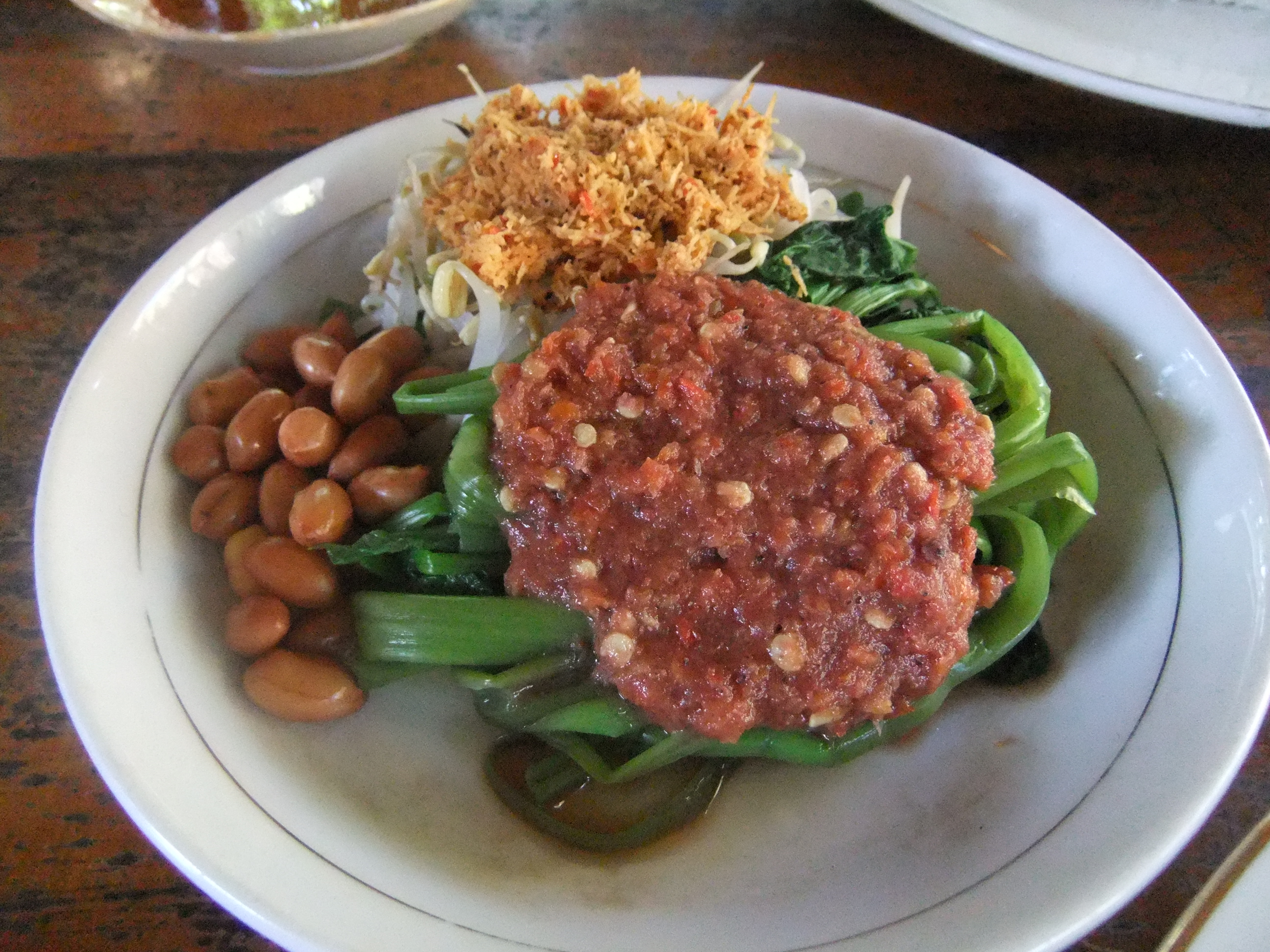
Plecing kangkung.

Le plecing kangkung est un mets épicé indonésien typique de l'île de Bali, et Lombok. Ce plat est préparé avec des feuilles de kangkung, ou liseron d'eau (Ipomoea aquatica), blanchies et  servies froides avec du  sambal, fait à partir de piment rouge broyé, d'échalote, d'ail, de piment œil d'oiseau brûlé, de noix de bancoul, de combava et de pâte de crevettes brûlée, avec une pincée de sel et de sucre. En accompagnement d'un plat  de Lombok, l’ayam taliwang, le plecing kangkung est généralement servi avec des légumes tels que graines germées, haricots verts, cacahuètes frites, et assaisonné de noix de coco râpée et épicée. En dehors de Lombok, le plecing kangkung est également couramment servi dans l'île voisine de Bali.